# Ottone III di Savona
Ottone III di Savona, detto Teutone (X secolo – 1055 circa), è stato un nobile italiano della dinastia franca degli Aleramici, Fu marchese di Savona e capostipite del ramo cosiddetto del Vasto in quanto padre, tra gli altri, di Manfredo e Bonifacio del Vasto, e probabilmente di Ottone il Buon Marchese, padre di Tancredi di Galilea.

## Controversia documentale
Conosciuto anche come Toto, Teuto o Teutone del Vasto, è ritenuto figlio di Anselmo II di Savona (a sua volta figlio di Anselmo I) e Adila o Adelasia di Milano (a sua volta figlia di Alberto Azzo I).  Tutta la documentazione che lo nomina (conservata fino ad oggi) risale a dopo la sua morte. Per anni, diversi autori hanno citato vari documenti riguardanti ai suoi primi anni oggi ritenute come falsi. Il primo, molto citato, è l'atto di fondazione del inesistente monastero di San Pietro del Vasto presuntivamente fondato dallo stesso Tete ("Thetes Marchio filius quondam Anselmi Marchionis") nel 1027. Anche altri documenti del 1017 e del 1142 sono oggi ritenute come falsi. Secondo Armando Tallone, il primo documento sicuro che lo nomina è uno del 1061, ma anche questo non è stato identificato ne riprodotto dallo stesso autore nella sua "Regesto dei Marchesi di Saluzzo". Infatti, risulta probabilmente morto prima dal 1055 quando la madre Adelasia (o Adila) insieme ai figli Anselmo III ed Ugo I fa una donazione al monastero di San Pietro di Savigliano ("Adila comitissa filia quondam Azonis Marchio et relicta quondam Anselmi itemque Marchio et Anselmus et Hugo germanis mater et filii prædicto quondam Anselmi…") senza nominarlo.

## Documentazione "post mortem"

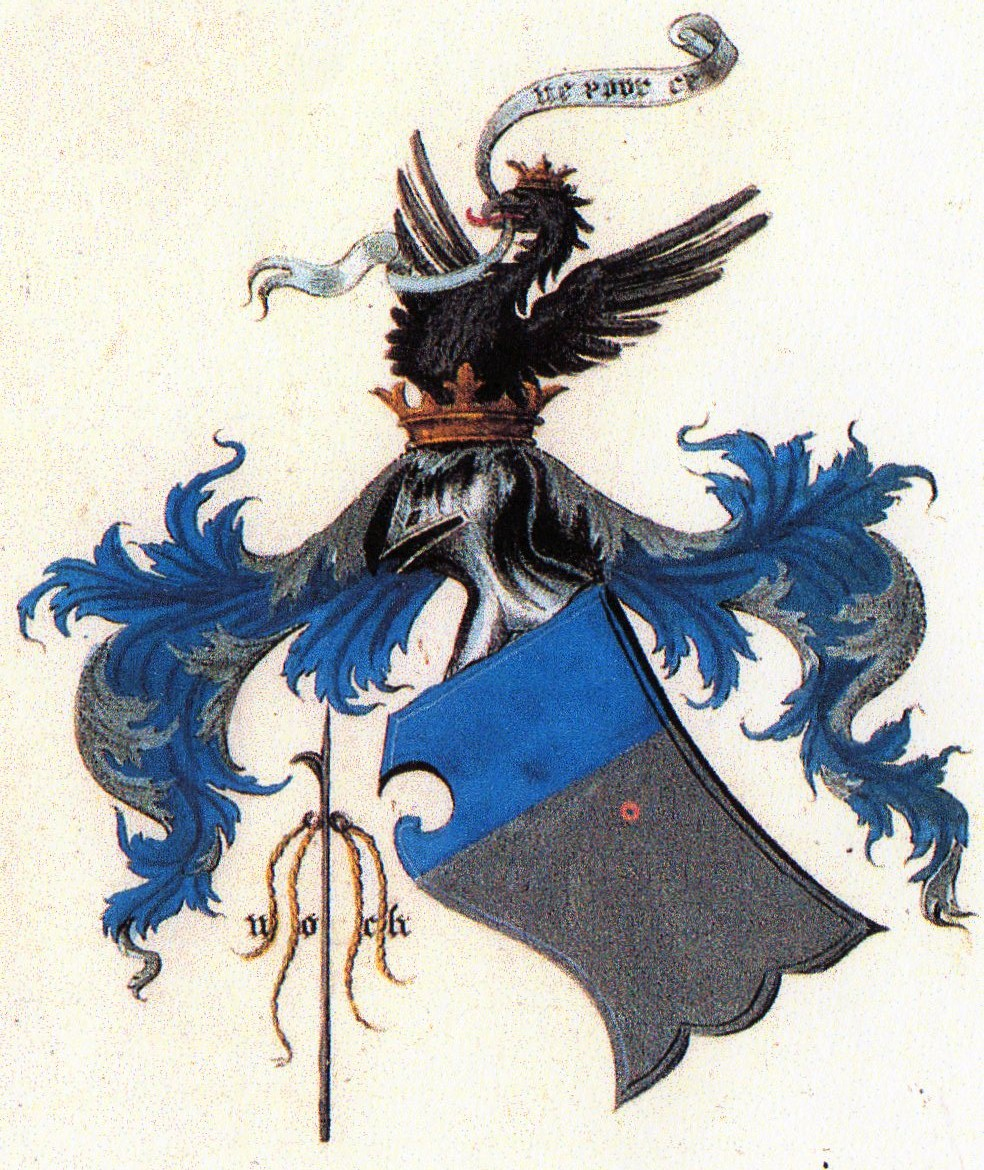
Araldica della casata del Vasto dei marchesi di Savona.

Nel 1062 i figli Manfredi, Otto ed Anselmo appaiono alla testa del marchesato di Savona ("ego Manfredus et Otto et Anselmus germanis dei gratia marchio(nibus) et comes saonensibus civibus...") nella rinnovazione dei privilegi già concessi dai suoi antenati ("meorum et de nostrorum maiorum") ai "cittadini" del suo marchesato ("civitatum marchionalium maritimalium"). Armando Tallone e Pompeo Lita ritengono questo documento riguardante a Tete e i suoi fratelli, ma nessun Manfredo è stato nominato tra i suoi fratelli. Infatti, risulta sicuramente morto due anni dopo, quando vene nominato per la prima volta, nel 1064, nella donazione fatta dalla vedova Berta di Torino e i suoi figli a favore del convento di San Siro di Genova ("Berta comitissa filia quondam Maginfredi et item Maginfredus et Anselmus, Bonifacius, Oto clericus germani et filii quondam Toto itemque marchionis, mater et filii"). Nel 1065, la stessa Berta fa un'altra donazione per sé e suoi figli alla chiesa di Santa Maria di Asti ("Berta comitissa et Manfredus, Bonifacius et Anselmus marchiones et Henricus et Oto germani, mater et filii...") senza nominare mai al defunto marito.
È solo nel 1095 che il figlio Bonifacio viene nominato come "Bonifacius marchio filius quondam Othonis" nella donazione alla chiesa d'Acqui, e nel 1097 come "Bonifacius marchio filius quondam Teutonis" nella donazione all'abbazia di Ferrania, e finalmente nel 1099 come "Bonifacius marchio filius Theutonis qui marchio, qui professus sum ex nacione mea lege vivere salica..." nella donazione al monastero di San Pietro di Savigliano.

## Conslusioni
È solo da questi documenti, insieme alla trasmissione patrimoniale della marca di Savona ai figli, che è possibile verificare l'esistenza del marchese Tete. Avvertita la falsità dell'atto di fondazione del inesistente monastero di San Pietro del Vasto (1027), non risulta chiara l'origine del soprannome "del Vasto" attribuito tardivamente a i suoi discendenti, nonostante l'ipotesi senza fondamenti d'alcuni autori, tra cui Tallone, che proponevano la sua discesa in Abruzzo al fianco dell'imperatore Enrico II il Santo, stesso che li avrebbe concesso l'omonima signoria abruzzese di Vasto.

## Matrimonio e discendenza
Sposò Berta di Torino, figlia di Olderico Manfredi II e di Berta di Milano, dalla quale ebbe almeno sei figli (nominati nelle già citati donazioni di 1064 e 1065):
- Manfredi (?-1079), padre di Enrico del Vasto ed Adelasia del Vasto;
- Anselmo V (?-1079);
- Bonifacio I detto del Vasto (?-1125),
- Enrico (?-post 1065);
- Otto (?-post 1065), nominato nel 1064 come chierico e nel 1065 senza condizione. Secondo diversi autori sarebbe l'Ottone il Buon Marchese ("Oddone bonmarchis") sposato a Emma d'Altavilla e padre di Tancredi di Galilea[11];
- Gerberga, sposò Guido di Reghino, conte del Canavese.

## Ascendenza
|                       |   |                 | Genitori              |  |  | Nonni |  |  | Bisnonni            |  |  | Trisnonni              |  |
|                       |   |                 |                       |  |  |       |  |  | Anselmo I di Savona |  |  | Aleramo del Monferrato |  |
|                       |   |                 |                       |  |  |       |  |  | Anselmo I di Savona |  |  | Aleramo del Monferrato |  |
|                       |   | …               |                       |  |  |       |  |  | Anselmo I di Savona |  |  |                        |  |
| Anselmo II di Savona  |   |                 |                       |  |  |       |  |  | Anselmo I di Savona |  |  |                        |  |
|                       |   | Gisla di Milano | Adalberto I di Milano |  |  |       |  |  |                     |  |  |                        |  |
|                       |   | Gisla di Milano | Adalberto I di Milano |  |  |       |  |  |                     |  |  |                        |  |
|                       |   | Gisla di Milano | …                     |  |  |       |  |  |                     |  |  |                        |  |
| Anselmo III di Savona |   | Gisla di Milano |                       |  |  |       |  |  |                     |  |  |                        |  |
|                       |   | Alberto Azzo I  | Oberto II di Milano   |  |  |       |  |  |                     |  |  |                        |  |
|                       |   | Alberto Azzo I  | Oberto II di Milano   |  |  |       |  |  |                     |  |  |                        |  |
|                       |   | Alberto Azzo I  | Railenda              |  |  |       |  |  |                     |  |  |                        |  |
| Adila d'Este          |   | Alberto Azzo I  |                       |  |  |       |  |  |                     |  |  |                        |  |
|                       |   | …               | …                     |  |  |       |  |  |                     |  |  |                        |  |
|                       |   | …               | …                     |  |  |       |  |  |                     |  |  |                        |  |
|                       |   | …               | …                     |  |  |       |  |  |                     |  |  |                        |  |
| Ottone III di Savona  |   | …               |                       |  |  |       |  |  |                     |  |  |                        |  |
|                       | … | …               |                       |  |  |       |  |  |                     |  |  |                        |  |
|                       | … | …               |                       |  |  |       |  |  |                     |  |  |                        |  |
|                       | … | …               |                       |  |  |       |  |  |                     |  |  |                        |  |
| …                     | … |                 |                       |  |  |       |  |  |                     |  |  |                        |  |
|                       |   | …               | …                     |  |  |       |  |  |                     |  |  |                        |  |
|                       |   | …               | …                     |  |  |       |  |  |                     |  |  |                        |  |
|                       |   | …               | …                     |  |  |       |  |  |                     |  |  |                        |  |
| …                     |   | …               |                       |  |  |       |  |  |                     |  |  |                        |  |
|                       |   | …               | …                     |  |  |       |  |  |                     |  |  |                        |  |
|                       |   | …               | …                     |  |  |       |  |  |                     |  |  |                        |  |
|                       |   | …               | …                     |  |  |       |  |  |                     |  |  |                        |  |
| …                     |   | …               |                       |  |  |       |  |  |                     |  |  |                        |  |
|                       |   | …               | …                     |  |  |       |  |  |                     |  |  |                        |  |
|                       |   | …               | …                     |  |  |       |  |  |                     |  |  |                        |  |
|                       |   | …               | …                     |  |  |       |  |  |                     |  |  |                        |  |
|                       |   | …               |                       |  |  |       |  |  |                     |  |  |                        |  |